# Partido judicial de Posadas
El partido judicial de Posadas es uno de los 85 partidos judiciales en los que se divide la comunidad autónoma de Andalucía y creado por Real Decreto en 1983, como el número 5 de los doce partidos judiciales en que se divide la provincia de Córdoba, en España. La extensión del partido comprende 8 municipios con una superficie de 1.668,29 km² y sede en Posadas. 

## Ámbito geográfico
El ámbito territorial, que viene regulado por el Real Decreto 529/1983, de 9 de marzo, comprende los municipios:
| Partido Judicial | Capital de partido | Municipios que comprende                                                                                              |
| ---------------- | ------------------ | --- |
| 5                | Posadas            | Almodóvar del Río, La Carlota, Fuente Carreteros, Fuente Palmera, Guadalcázar, Hornachuelos, Palma del Río y Posadas. |